# Ferdi Van Den Haute
Ferdi Van Den Haute (Deftinge, 25 de junho de 1952). Foi um ciclista belga, profissional entre 1976 e 1987, cujos maiores sucessos desportivos conseguiu-os na Volta a Espanha onde obteve um total de três vitórias de etapa em suas diferentes participações, no Tour de France onde obteria uma vitória de etapa em 1984 e, no Campeonato da Bélgica de Ciclismo em Estrada que conseguiria em 1987.

## Palmarés
| 1976 - 1 etapa da Volta a Espanha 1977 - Stadsprijs Geraardsbergen 1978 - 2 etapas da Volta a Espanha, mais classificação por pontos - 2 etapas do Tour de Luxemburgo - Gante-Wevelgem - Stadsprijs Geraardsbergen 1979 - 1 etapa da Volta aos Países Baixos 1980 - Stadsprijs Geraardsbergen | 1983 - 1 etapa da Paris-Nice - Stadsprijs Geraardsbergen 1984 - 1 etapa do Tour de France - Grande Prêmio de Fourmies - Stadsprijs Geraardsbergen 1985 - Stadsprijs Geraardsbergen 1986 - 1 etapa da Volta à Bélgica - Stadsprijs Geraardsbergen 1987 - Campeonato da Bélgica em Estrada |

## Resultados nas Grandes Voltas
| Carreira        | 1976 | 1977 | 1978 | 1979 | 1980 | 1981 | 1982 | 1983 | 1984 | 1985 |
| --------------- | ---- | ---- | ---- | ---- | ---- | ---- | ---- | ---- | ---- | ---- |
| Giro d'Italia   | -    | -    | -    | -    | -    | -    | -    | -    | -    | -    |
| Tour de France  | -    | -    | -    | -    | 53º  | 99º  | -    | -    | 106º | 119º |
| Volta a Espanha | 34º  | 44º  | 6º   | -    | -    | -    | -    | -    | -    | -    |